# لیندنتال (کلن)
لیندنتال (به آلمانی: Köln-Lindenthal) یک منطقهٔ مسکونی در آلمان است که در کلن واقع شده‌است. لیندنتال ۴۱٫۶ کیلومتر مربع مساحت و ۱۳۷٬۵۵۲ نفر جمعیت دارد.